# Condado de Żary
Condado de Żary (polaco: powiat żarski) é um powiat (condado) da Polónia, na voivodia da Lubúsquia. A sede do condado é a cidade de Żary. Estende-se por uma área de 1393,49 km², com 98 981 habitantes, segundo o censo de 2005, com uma densidade de 71,03 hab/km².

## Divisões admistrativas
O condado possui:
Comunas urbanas: Łęknica, Żary
Comunas urbana-rurais: Jasień, Lubsko
Comunas rurais: Brody, Lipinki Łużyckie, Przewóz, Trzebiel, Tuplice, Żary
Cidades: Łęknica, Żary, Jasień, Lubsko

## Demografia
População (dados de 30 de Junho de 2005):
|          | Total   | Total | Mulheres | Mulheres | Homens  | Homens |
| -------- | ------- | ----- | -------- | -------- | ------- | ------ |
|          | pessoas | %     | pessoas  | %        | pessoas | %      |
| Total    | 98 981  | 100   | 51 103   | 51,6     | 47 878  | 48,4   |
| Cidades  | 60 938  | 100   | 31 845   | 52,3     | 29 093  | 47,7   |
| Povoados | 38 043  | 100   | 19 258   | 50,6     | 18 785  | 49,4   |